# Велко Кънев
Велко Христов Кънев е български театрален и филмов актьор.

## Биография
Велко Кънев е роден в Елхово през 1948 г. Завършва актьорско майсторство за драматичен театър във ВИТИЗ през 1973 г. в класа на доц. Апостол Карамитев. От 1973 г. до 1976 г. играе в Драматичен театър „Стефан Киров“ Сливен, след което играе в Сатиричен театър „Алеко Константинов“ в продължение на 3 сезона (1976 г. – 1979 г.). От 1979 г. е член на трупата на Народен театър „Иван Вазов“.
Велко Кънев е изиграл над 40 роли в театъра. За ролята си на Кръстьо Никифоров от пиесата „Великденско вино“ на Константин Илиев получава „Аскеер“ за водеща мъжка роля през 1994 г. През 2007 г. за „Даскал“ от Жан-Пиер Допан печели 2-ра награда на Международния фестивал на моноспектаклите „Монокъл“ в гр. Санкт Петербург. През 2008 г. е поканен в тв предаване „Царете на комедията“. На 2 октомври същата година е удостоен с орден „Св. св. Кирил и Методий“ 1-ва степен за заслуги в областта на културата и изкуството. На същата дата Велко Кънев отпразнува своята 60-годишнина на сцената на Народен театър „Иван Вазов“ с премиерата на моноспектакъла „12 разгневени монолога“. От 2010 г. е „Почетен гражданин на Сливен“.
На Стената на славата пред Театър 199 има пано с отпечатъците му.
Участва с главни роли във филмите „Оркестър без име“, „Бой последен“, „Матриархат“, „Мъжки времена“, „Бон шанс, инспекторе!“, „Да обичаш на инат“ и др. Особено популярен става в специално написания за него и останалите главни герои филм на Станислав Стратиев „Оркестър без име“.
Заедно с Георги Мамалев и Павел Поппандов създават и групата НЛО, която е един от изразителните сатирици на социализма. Издават няколко грамофонни плочи, които се ползват с голям успех. Проектът им по-късно прераства в телевизионното предаване клуб НЛО.
Член на Съюза на артистите в България и на Съюза на българските филмови дейци.
Има 2 дъщери с имената Катерина и Марта от съпругата му Дора Кънева.
Умира привечер на 11 декември 2011 година в София на 63-годишна възраст, след тежко и продължително боледуване от рак на гласните струни. Погребан е в Централните софийски гробища.

## Награди и отличия
- Заслужил артист (1982).
- Народен артист (1987).
- Орден „Кирил и Методий“ – I степен за заслуги в областта на културата и изкуството (2008).
- „Награда за актьорско майсторство“ за ролята на (д-р Кондов) в пиесата „Милионерът“ на национален преглед на Йовковата драматургия (1975).
- „Втора награда за мъжка роля“ за ролята на (Матей-Нищото) от „Опит за летене“ на национален преглед на българската драма и театър (1979).
- „Първа награда за актьорско майсторство“ на VII национален преглед (1983).
- „Специална награда за филм“ за „Да обичаш на инат“ в лицето на режисьора Николай Волев (Варна, 1986).
- „Наградата за мъжка роля“ на СБФД за ролята на (Радо) от филма „Да обичаш на инат“ (1986).
- „Аскеер за водеща мъжка роля“ на (Кръстьо Никифоров) от пиесата „Великденско вино“ на Константин Илиев (1994).
- „Втора награда за пиеса“ за „Даскал“ от Жан-Пиер Допан на Международния фестивал на моноспектаклите „Монокъл“ (Санкт Петербург, 2007).
- Почетен гражданин на Сливен (2010).

## Роли в театъра
Роли на сцената на Народен театър „Иван Вазов“
- Д-р Кондов – „Милионерът“ от Й. Йовков
- Матей Нищото – „Опит за летене“ от Й. Радичков
- Михаил – „Последен срок“ от Валентин Распутин
- Тихол Чушкаров – „Двубой“ от Ив. Вазов
- Алексей – „Оптимистична трагедия“ от Вс. Вишневски
- Джупунов – „Иван Кондарев“ от Е. Станев
- Михалаки Алафрангата – „Под игото“ от Ив. Вазов
- Сусо – „Януари“ от Й. Радичков
- Павел – „Всяка есенна вечер“ от Ив. Пейчев
- Александър Марков – „Празникът“ от Н. Хайтов
- Скалозуб – „От ума си тегли“ от А. С. Грибоедов
- Лопахин – „Вишнева градина“ от А. П. Чехов
- Сганарел – „Дон Жуан“ от Ж. Б. Молиер
- Иванчо Йотата – „Чичовци“ от Ив. Вазов
- Клавдий – „Хамлет“ от У. Шекспир
- Сталин – „Бресткият мир“ от М. Шатров
- Пиер Верховенски – „Бесове“ по Ф. М. Достоевски
- Анастасий – „Сън“ от Ив. Радоев
- Кралят – „Образ и подобие“ от Й. Радичков
- Заседател № 10 – „Дванадесет разгневини мъже“ от Р. Роуз
- Клов – „Краят на играта“ от С. Бекет
- Дон Дъброу – „Американски бизон“ от Д. Мамет
- Остап Бендер – „Великият комбинатор“ по И. Илф и Е. Петров
- Креон – „Антигона“ от Софокъл
- Кръстьо Никифоров – „Великденско вино“ от К. Илиев
- Гоца Герасков – „Суматоха“ от Й. Радичков
- Оберон – „Сън в лятна нощ“ от У. Шекспир
- Иван Селямсъзът – „Чичовци“ от Ив. Вазов
- Газ – „Кухненския асансьор“ от Х. Пинтър
- Паскуале – „Призраци в Неапол“ от Е. де Филипо
- Даскала – „Даскал“ от Ж. П. Допан
- Макс Силвърман – „Гудбай, гудбай...“ от Х. Гарднър
- Велко Кънев в „Дванадесет разгневени монолога“

## Телевизионен театър
- „Безумният Журден“ (1982) (от Михаил Булгаков по мотиви на Молиер, реж. Магда Каменова) – Ковел
- „Игра с диаманти“ (1979) (Е. Мане), 2 части – Светкавицата

## Кариера като режисьор
Постановки като режисьор на сцената на Народен театър „Иван Вазов“:
- „Дядо Коледа е боклук“ от Жозиан Баласко
- „Омайна нощ“ от Жозиан Баласко
- „Бившата жена на моя живот“ от Жозиан Баласко

През 2008 г. Велко Кънев поставя пиесата Благородният испанец на Съмърсет Моъм в театър Сълза и смях.

## Филмография
| Година | Филми и Сериали                          | Серии | Копродукции     | Роля                                                     |
| ------ | ---------------------------------------- | ----- | --------------- | -------------------------------------------------------- |
| 2011   | Миграцията на паламуда                   |       |                 | отец Иван (издаден посмъртно)                            |
| 2010   | Още нещо за любовта                      |       |                 | арменец, индустриалец (последен филм)                    |
| 2010   | Стъпки в пясъка                          |       |                 | митничаря, чичо на Ненчо                                 |
| 2006   | Приятелите ме наричат Чичо               |       |                 | Камен (Камбата)                                          |
| 2000   | Хайка за вълци                           | 6     |                 | поп Енчо                                                 |
| 1998   | Испанска муха                            |       |                 | Джипси                                                   |
| 1991   | Онова нещо                               |       |                 | Господин                                                 |
| 1989   | Мъже без мустаци                         | 6     |                 | следователя Христо Шопов                                 |
| 1989   | Под дъгата (тв)                          |       |                 | актьор на репетиция – Кралят                             |
| 1988   | Време разделно                           | 2     |                 | великият везир                                           |
| 1988   | Изложение                                |       |                 |                                                          |
| 1988   | Съседката                                |       |                 | Григор                                                   |
| 1987   | Само ти, сърце...                        |       |                 | озвучил ролята на Лука                                   |
| 1987   | Човек на паважа                          |       |                 | Стоименов                                                |
| 1987   | 13-та годеница на принца                 |       |                 | принц Перо, разбойникът                                  |
| 1987   | Мечтатели                                |       |                 | Спиро Гълъбчев                                           |
| 1987   | Петък вечер                              |       |                 | Митко Дечев, музикантът                                  |
| 1986   | Васко да Гама от село Рупча              | 6     |                 |                                                          |
| 1986   | Да обичаш на инат                        |       |                 | Радо Пешев                                               |
| 1985   | Тази хубава зряла възраст                |       |                 |                                                          |
| 1985   | Константин Философ                       | 2     |                 | александриеца Ангеларий                                  |
| 1985   | Маневри на V етаж                        |       |                 | Петър Петкин                                             |
| 1984   | Нощем с белите коне                      | 6     |                 | Илия, бащата на Сашо                                     |
| 1984   | Зелените поля... (комедия)               |       |                 | Ортачки                                                  |
| 1984   | Стената                                  |       |                 | шофьорът Борчо                                           |
| 1983   | Константин Философ                       | 6     |                 | александриеца Ангеларий                                  |
| 1983   | Бон шанс, инспекторе!                    |       |                 | инспектор Тюхчев                                         |
| 1983   | Първобитна история (тв)                  |       |                 | магазинера                                               |
| 1983   | За една тройка                           |       |                 | бащата на Владимир                                       |
| 1982   | Бяла магия                               |       |                 | Андро                                                    |
| 1982   | Оркестър без име                         |       |                 | Велко                                                    |
| 1981   | Хан Аспарух                              | 3     |                 | презвитер Константин, монах                              |
| 1980   | Спилитим и Рашо                          | 20    |                 | бедния съсед с кокошката (в 9-а серия)                   |
| 1980   | Илюзия                                   |       |                 | Тодор Петров                                             |
| 1980   | Прозорецът                               |       |                 | Светлозар                                                |
| 1980   | С поделена любов – („С любовью пополам“) |       | СССР / България | Петко Тошев                                              |
| 1979   | Роялът                                   |       |                 | Мето Методиев, строител                                  |
| 1978   | Всички и никой                           |       |                 | сержант Иван Мравов „Мравката“, милиционерът от Разбойна |
| 1978   | Светъл пример (тв)                       |       |                 | Анто П. Антов                                            |
| 1978   | Пантелей                                 |       |                 | кварталното фанте                                        |
| 1977   | Година от понеделници                    |       |                 |                                                          |
| 1977   | От другата страна на огледалото          |       |                 | продавачът в магазин                                     |
| 1977   | Мъжки времена                            |       |                 | Велко                                                    |
| 1977   | Матриархат                               |       |                 | Стойчо, мъжът на Тана                                    |
| 1977   | Бой последен                             |       |                 | Здравко                                                  |
| 1976   | Самодивско хоро                          |       |                 | Кирил Станков, колоездача-шампион                        |
| 1975   | Силна вода                               |       |                 | Диме                                                     |
| 1975   | Неделните мачове                         |       |                 | Ники „Барона“                                            |
| 1974   | Дубльорът                                |       |                 | Божо                                                     |
| 1973   | ...И дойде денят                         |       |                 | гласът на Варламката                                     |
| ?      | Зимно слънце                             |       |                 | Григор                                                   |